# Heath Freeman
Heath Freeman (Nueva York, 23 de junio de 1980 -  Los Ángeles, 16 de noviembre de 2021) fue un actor, productor y director estadounidense.

## Carrera
Estudió actuación y cine en la Tisch School of the Arts de la Universidad de Nueva York y luego en el programa de actuación BFA en la Universidad de Texas en Austin.
Freeman apareció en varias series de televisión notables a lo largo de su carrera, como ER, NCIS, Raising the Bar, como Gavin Dillon, Tru Calling, The Closer y Without a Trace. Sin embargo, su papel del villano Howard Epps en dos temporadas de la serie Bones fue el que lo hizo conocido mundialmente.
En cine intervino tanto en películas como en cortometrajes, de los cuales destacan The Painting (2001), Dark Was the Night (2014), Home Sweet Hell (2015), con Katherine Heigl y Patrick Wilson, The Wicked Within (2015), The Seventh Day (2021) y The Outlaw Johnny Black (2021). Además, fue uno de los protagonistas de Skateland, junto a Shiloh Fernandez, Ashley Greene y Brett Cullen, película que también coescribió junto al director Anthony Burns y Brandon Freeman. También trabajó como actor de doblaje para Spartacus: Blood and Sand, y más adelante apareció en las películas Terror on the Prairie, con Gina Carano, y Devil's Fruit.

## Muerte
Falleció pacíficamente a los 41 años, el 14 de noviembre de 2021, de muerte súbita mientras dormía en su casa en Los Ángeles, Estados Unidos. Su muerte fue confirmada por su representante, Joe S. Montifiore.

## Filmografía

### Cine
| Año  | Título                                         | Rol                            | Dirección                        |
| ---- | ---------------------------------------------- | ------------------------------ | -------------------------------- |
| 2022 | Terror on the Prairie                          |                                | Michael Polish (filme póstumo)   |
| 2022 | Devil's Fruit                                  |                                | Lee Roy Kunz (filme póstumo)     |
| 2021 | The Outlaw Johnny Black                        | Actor                          | Michael Jai White                |
| 2021 | 12 Mighty Orphans                              | Coach Cox                      | Ty Roberts                       |
| 2021 | The Seventh Day                                | Sr. Miller                     | Justin P. Lange                  |
| 2020 | Soft                                           | Guardia                        | John Markland (cortometraje)     |
| 2019 | Why Not Choose Love: A Mary Pickford Manifesto | Walter de Frece                | Jennifer DeLia                   |
| 2016 | Warrior Road                                   | Rusty                          | Brad Jayne                       |
| 2015 | The Wicked Within                              | Padre Patrick                  | Jay Alaimo                       |
| 2015 | Home Sweet Hell                                | Benji                          | Anthony Burns                    |
| 2014 | Dark Was the Night                             | Jim                            | Jack Heller                      |
| 2013 | All American Christmas Carol                   | Jake Marley                    | Ron Carlson                      |
| 2011 | Coffees                                        | Gusto                          | Alex Beh (Cortometraje)          |
| 2010 | Skateland                                      | Brent Burkham                  | Anthony Burns                    |
| 2001 | The Painting                                   | Randy Barrington a los 18 años | Peter Manoogian y Joshua D. Rose |

### Televisión
| Año       | Título                        | Rol                                         | Notas                  |
| --------- | ----------------------------- | ------------------------------------------- | ---------------------- |
| 2001      | ER                            | Kevin                                       | Participación especial |
| 2002      | The Wonderful World of Disney | Patrick Daly                                | Participación especial |
| 2003      | Tru Calling                   | Cameron                                     | Participación especial |
| 2003      | Navy, investigación criminal  | Benjamin Frank                              | Participación especial |
| 2005      | Medical Investigation         | Josh                                        | Participación especial |
| 2005/2007 | Bones                         | Howard Epps (villano principal de la serie) | Reparto principal      |
| 2007      | The Closer                    | Roger Stimple                               | Participación especial |
| 2008      | Trust Me                      | Andrew Hunter                               | Participación especial |
| 2009      | Without a Trace               | Keith Baldwin                               | Participación especial |
| 2008/2009 | Raising the Bar               | Gavin Dillon                                | Reparto principal      |
| 2009/2010 | Spartacus: Blood and Sand     | Albinius / Glaber / Crixus                  | Reparto principal      |
| 2011      | Torchwood: Web of Lies        | Agente Joe                                  | Participación especial |